# S&W M10に関連する作品の一覧
S&W M10に関連する作品の一覧は、アメリカ合衆国のS&W社の回転式拳銃S&W M10に関連する作品の一覧である。

## 映画
『暗黒街の顔役』
『アンタッチャブル』
『インディ・ジョーンズ/魔宮の伝説』
『イントルーダー 怒りの翼』
グラフトン大尉が2インチモデルを携帯。
『ガントレット』
終盤の"ガントレット"シーンでフェニックス市警察が使用。
『キラー・エリート』
ロッケンが2インチモデルを使用。
『刑事キャレラ/10+1の追撃』
キャレラが4インチモデルを使用。
『ゴッドファーザー』
『コマンドー』
警察官が主人公、ジョン・メイトリックス大佐に対して構えるが、シンディから体当たりされてエスカレーターから転がり落ちたため、未発砲に終わる。
『サード・ウォッチ』
55分署のサリバン巡査が使用。
『サムライ』
ジェフ・コステロが4インチモデルを使用。
『地獄の黙示録』
チーフのメインアームとして3インチモデルが登場する。サンパンの臨検時など、戦闘が予想される場面では毎回構えて警戒する。
『セブン』
ウィリアム・サマセット刑事（モーガン・フリーマン）がM15を使用。
『ゼロの焦点』
室田儀作が警官から4インチモデルを奪って自殺する際に使用。
『ターミネーター』
M15の4インチモデルをロサンゼルス市警察の警官多数が使用。序盤ではカイル・リースも警官から奪い取っているが、T-800との戦闘では役に立たないと判断したのか、以降はパトカーから奪ったM37にあっさり切り替える。その後、中盤でT-800がウェストハイランド警察署を襲撃した際には警官たちが本銃で応戦するが、若干のけぞらせた程度で有効打を与えられなかった。T-800もシルバーモデルをアラモ銃砲店で調達する（AR-18やスパス12とともにカウンターに置いてある。注文の台詞無し）。カイルとサラとのカーチェイスにてAR-18が弾切れになり道路に捨てた後、その代わりに発砲。
『ターミネーター:新起動/ジェニシス』
1984年のロサンゼルスでタイムトラベルしたカイル・リースがM15の4インチを使用。また、先にタイムトラベルしていたT-1000が二丁拳銃で使用。
『タクシードライバー』
スポーツが護身用拳銃として使用。
『チャイルド・プレイ』
マイク・ノリス刑事（クリス・サランドン）がヘビーバレルの4インチモデルを使用（パックマイヤー・ラバーグリップ装着。普段は右腰のホルスターに収めている）。序盤でチャールズ・リー・レイとの銃撃戦を繰り広げ、玩具屋で致命傷を与える。その後、カレン・バークレーがグッド・ガイ人形（チャッキー）を売った行商人にレイプされそうになった際に本銃を突き付け（集まってきたほかの商人もここで追い払っている）、どこから人形を仕入れたのか聞き出したり、殺人人形と化したチャッキーが車の中で襲いかかったときに応戦し、右肩を撃つことで返り討ちにしたりと多くの場面で登場。終盤のバークレー家での決戦ではカレンも使用。黒焦げになったチャッキーの頭、右腕、左足を吹き飛ばし、一時的に動けなくした。その後、再び復活し一行に襲い掛かってきたが、最後はマイク刑事が本銃を発砲、心臓を打ち抜くことでチャッキーを倒す。
『バック・トゥ・ザ・フューチャー PART2』
ビフ・タネンが2インチモデルを使用。マーティ・マクフライを殺害しようとするのに発砲するほか、マーティの父であるジョージを殺害するのにも用いたことを示唆する。
『バラキ』
『バンカー・ブレイク』
『犯罪王リコ』
『バンド・オブ・ブラザース』
フロイド・タルバートが使用。
『羊たちの沈黙』
クラリス・スターリングがM10またはM13の3インチモデルを使用。
『ブルースチール』
主人公の女性警官の愛用銃。
『ポリスアカデミー』
1作目で、警察学校の生徒たちにM10HB（強化銃身モデル）が貸与される。
『ポリス・ストーリー/香港国際警察』
チュウ・タオ率いる麻薬カルテルの構成員が使用。主人公のチェン・カクー刑事ら香港警察の刑事もスナブノーズモデルを使用。
『ポリス・ストーリー2/九龍の眼』
主人公のチェン・カクー刑事がスナブノーズモデルを使用。
『ポリス・ストーリー3』
主人公のチェン・カクー刑事が使用。
『民衆の敵』
『ランボー』
州兵のトラックを奪って逃走するジョン・ランボーに対して保安官らが使用。
『ランボー/怒りの脱出』
マードックが雇った傭兵のエリクソンが左胸ポケットに挿している。発砲シーンなし。
『ワールド・ウォーZ』
トミーの父親がM15を所持しているが、父親がゾンビ化した後はトミーが本銃を所持する。
『ワンス・アポン・ア・タイム・イン・アメリカ』
ギャング達が使用。

## テレビドラマ
『あぶない刑事シリーズ』
『さらば あぶない刑事』
大下刑事が2インチモデルを使用。
『もっとあぶない刑事』
吉井刑事（パパ）が2インチモデルを使用。
『金田一少年の事件簿』
第二シリーズ4話で明智健悟が4インチモデルを使用。
『スーパーポリス』
沢村警部補が3インチモデルを使用。
『西部警察 SPECIAL』
堀内刑事が3インチモデルを使用。
『刑事貴族』
武田刑事が3インチモデルを使用。
『太陽にほえろ!』
柴田刑事（ジーパン）がM17を82話より使用。自身の射撃精度が向上しないことと相手を必要以上に傷つけないようにという思いから殺傷能力が低く、命中精度が高い同銃を選択する。
『はみだし刑事情熱系』
パート1およびパート4以降全ての刑事が使用。

## 漫画・アニメ
『刑務所の前』
『こちら葛飾区亀有公園前派出所』
御堂春が所持。
『ゴルゴ13』
『最遊記シリーズ』
玄奘三蔵が2インチモデルを使用。
『シティーハンター』
『週刊ストーリーランド』
「暗闇の悲劇」に登場。フランク、ナンシーが2インチモデルを使用。
『砂ぼうず』
主人公、砂ぼうずこと水野灌太が4インチモデルを使用。
『ルパン三世VS名探偵コナン』
ジラード公爵ではなくジル王子が2インチモデルを使用。

## 小説
『征途』
自衛隊がヴェトナム戦争に派遣されている世界で、合衆国軍が横流していたM10をヴェトナム派遣中の藤堂進二等海尉がサイゴンで購入し、私物として携行している。

## ゲーム
『MAFIA』
『アザナエル』
ニトロプラスの18禁ゲーム。「AXANAEL」の刻印がある。